# کرتا دو ولا
کرتا دو ولا (به لاتین: Crêta de Vella) یک کوه در سوئیس است که در کانتون وله واقع شده‌است. کرتا دو ولا ۲٬۵۱۹ متر بالاتر از سطح دریا واقع شده‌است.